# Keiji Inafune

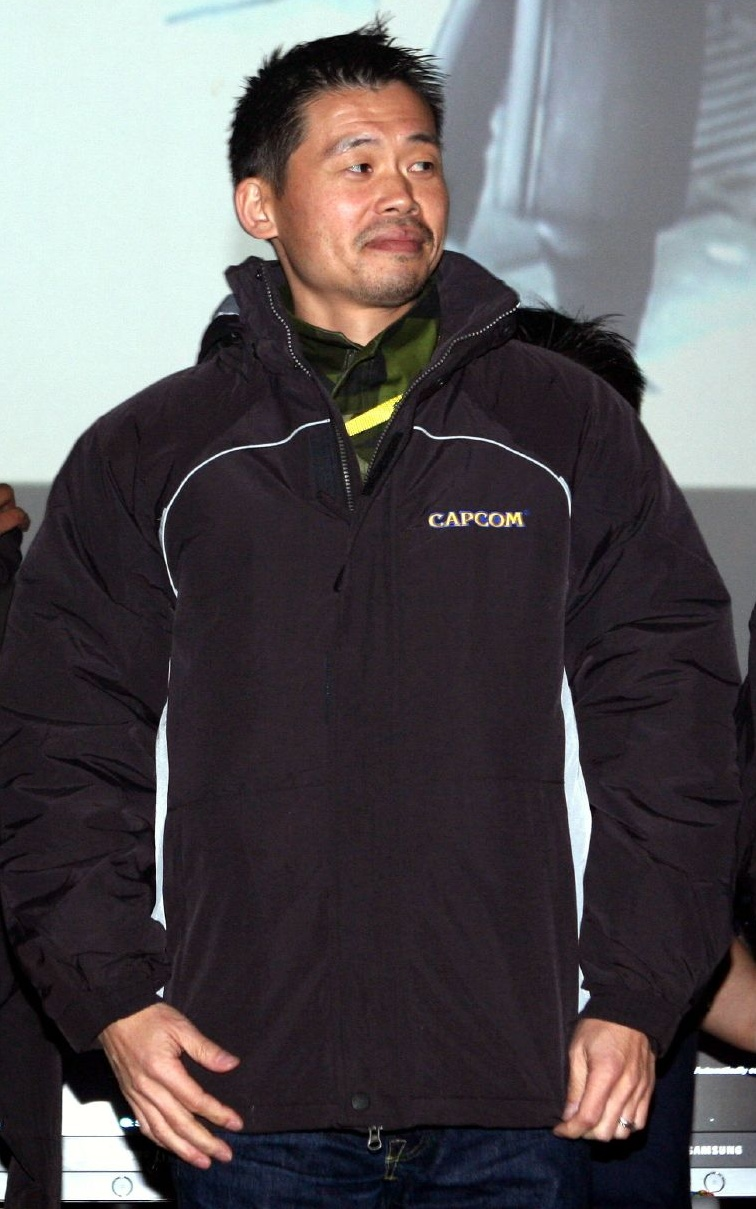
Keiji Inafune

Keiji Inafune (jap. 稲船 敬二, Inafune Keiji; * 8. Mai 1965) ist ein japanischer Spieleentwickler. Er arbeitete bei dem Capcom Production Studio 2 und gilt als Erschaffer der Mega-Man- sowie der Onimusha-Videospiel-Reihe. 

## Biografie
Keiji Inafune erhielt im Jahr 1987 seinen Abschluss am College. Daraufhin wurde er als Designer für den ersten Teil der beliebten Street-Fighter-Reihe von dem japanischen Spieleentwickler Capcom eingestellt. Die Entwickler haben ihn danach für ein weiteres Projekt verpflichtet. Inafune war nun für das Figurendesign und die Gebrauchsanleitung der Mega-Man-Reihe (in Japan als „Rockman“ bekannt) verantwortlich. Mega Man erschien im Jahr 1987 für das Nintendo Entertainment System in Japan.
In den darauffolgenden Jahren war Keiji Inafune (in den Credits oft mit „Inafking“ abgekürzt) an weiteren Mega-Man-Spielen beteiligt. Im Jahr 1993 war er für das Figurendesign von Breath of Fire zuständig. Keiji Inafune und Yoshinori Kawano waren für das „Game Concept“ des Actionspiels The Misadventures of Tron Bonne verantwortlich. Am 25. Januar 2001 erschien das Action-Adventure Onimusha: Warlords für die PlayStation 2. Das Spiel wurde durch die Ideen von Keiji Inafune beeinflusst und avancierte zu einem erfolgreichen Vertreter seines Genres. 
Capcom hat ihn für den dritten Teil der Onimusha-Reihe, Onimusha 3: Demon Siege, erneut verpflichtet. Inafune war im Jahr 2004 ausführender Produzent des Beat ’em ups Capcom Fighting Evolution, das für die PlayStation 2 und Xbox erschien. 
Am 2. April 2005 wurde Keiji Inafune vom Chief Officer zum Senior Chief Officer von Capcom ernannt. Bei der Tochterfirma Capcom Production Studio 2 war er für die Entwicklung von zwei Xbox-360-Spielen verantwortlich. Dead Rising ist ein Actionspiel, das im September 2006 in Europa erschien. Das Spielprinzip zeigt einige Parallelen zu dem Horrorfilm Zombie (Dawn of the Dead) aus dem Jahr 1978. 
Das Actionspiel Lost Planet: Extreme Condition wurde von Inafune produziert und erschien im Jahr 2007 für die Xbox 360. Er erwähnte in einem Interview mit dem Spielemagazin Game Informer, dass dieses Spiel sich an Filmen wie Das Ding aus einer anderen Welt oder Starship Troopers orientiert. Am 29. Oktober 2010 gab Inafune bekannt, dass er nach 23 Jahren Capcom verlassen wird.